# Pierre-Paul-Charles Grandsard
 (décembre 2012).
Si vous disposez d'ouvrages ou d'articles de référence ou si vous connaissez des sites web de qualité traitant du thème abordé ici, merci de compléter l'article en donnant les références utiles à sa vérifiabilité et en les liant à la section « Notes et références ».
Pierre-Paul-Charles Grandsard est un général français, né le 20 mai 1881 à Vanves et décédé le 31 octobre 1966 à Clamart.

## Biographie
En 1934, il entre au centre des Hautes Études militaires. De 1935 à 1937, il est chef de la 6e Région Militaire. De 1937 à 1939, il commande la 43e DI.
En 1939, il commande la 8e région militaire.

### Seconde Guerre mondiale
Le 12 octobre 1939, il prend le commandement du Xe corps d'armée, sous les ordres du général Huntziger, commandant la IIe Armée. Il prend position à Sedan et ses troupes sont enfoncées les 14 et 15 mai 1940 par les Panzers du général Guderian lors de la Percée de Sedan. 
La 8e DIC se bat devant Chartres contre la 1re division de cavalerie du général Kurt Feldt en juin 1940. Le rapport militaire concernant le 26e RTS fait état de 2498 tirailleurs disparus.
En 1940, il commande la 13e région militaire.
En 1941, il se retire. 
En 1943, il est arrêté et déporté en Allemagne pour sa contribution à l'Organisation de résistance de l'armée (ORA). 
En 1945, il est libéré.

## Publication
- Pierre-Paul-Charles Grandsard a fait paraître, en 1949, chez Berger-Levrault, Le Xe corps d'armée dans la bataille 1939-1940[3].